# صموئيل ستوري
صموئيل ستوري هو عسكري هولندي، ولد في 2 أكتوبر 1752 في Maasbommel ‏ في هولندا، وتوفي في 8 يناير 1811 في كليفه في ألمانيا.